# Thiago Gelinski
Thiago Gelinski (Guarapuava, 24 de junho de 1987) é um voleibolista  indoor brasileiro , atuante na posição Levantador , com passagens por clubes brasileiros e estrangeiro, e que representou  as categorias de base da Seleção Brasileira sagrando-se medalhista de ouro no Campeonato Mundial Juvenil de 2007 no Marrocos.Foi semifinalista na Copa Pan-Americana de 2010 em Porto Rico e conquistou  o título da Copa Pan-Americana de 2011 no Canadá pela Seleção Brasileira de Novos e através desta também representou a Seleção Brasileira Militar na conquista das medalhas de ouro nos Jogos Mundiais Militares de 2011 e no Campeonato Mundial Militar de 2014, ambos no Brasil. Na Superliga Brasileira A 2014-15 foi inscrito para desempenhar a função de Líbero.

## Carreira
Em 2001 migrou de sua cidade natal para  estudar em  Joinville-SC, época que pretendia galgar os  passos do pai  Eloir Gelinski, ex-jogador de basquete; época que foi  descoberto  pela técnica de vôlei Vanda Chiaparini, quando lhe fez o convite para treinar com ela no Projeto Jovem Cidadão, que era um programa de iniciação esportiva da Prefeitura Municipal de Joinville, tempos depois atuou como monitor neste projeto, após insistência desta técnica deixou o basquete e passou a investir no voleibol.
Em seus primeiros passos no voleibol  atuava na posição de Central, mais tarde passou atuar como Levantador.Sempre apoiado pela família e seu irmão Danilo Gelinski seguiu seus passos no voleibol. Defendeu a cidade de Joinville nas Olimpíadas Estudantis e nos  Joguinhos Abertos de Santa Catarina.Cursou quatro semestres de Educação Física no Bom Jesus/Ielusc.Em 2003 inicia sua trajetória no voleibol profissional quando ingressou no Joinville e neste permaneceu por duas temporadas.Durante o ano de 2006 transferiu-se para o  São Caetano e na temporada 2006-07 foi emprestado  pela  Ulbra/Uptime para atuar  na Superliga  Brasileira A correspondente pelo Barão/Blumenau.
Em 2007 recebeu convocação para Seleção Brasileira, para representar o país no Campeonato Mundial Juvenil, este sediado em Casablanca e Rabat no Marrocos, e vestiu a camisa#7 , ocasião na qual foi medalhista de ouro.Nas estatísticas dessa edição ocupou a vigésima oitava posição entre os melhores bloqueadores, ocupou também a vigésima nona posição, além disso figurou na nona posição entre os melhores defensores , sendo o segundo Melhor Sacador e foi o terceiro colocado no fundamento de levantamento.
Na temporada 2007-08 retornou a Ulbra/Uptime/Suzano pelo qual  foi campeão gaúcho, campeão paulista e campeão da edição dos Jogos Abertos do Interior em Praia Grande;
No ano de 2008 acerta por duas temporadas para atuar  pelo Vôlei Futuro conquistou vice-campeonato da Copa São Paulo de 2008, neste mesmo ano obteve o quarto lugar no Campeonato Paulista e por este clube disputou a correspondente Superliga Brasileira A encerrando nesta edição em sexto lugar.Na segunda temporada pelo clube de Araçatuba disputou a Superliga Brasileira A 2009-10 encerrando na décima colocação.
Em 2010 foi convocado pela Seleção Brasileira de Novos , cujo técnico era Rubinho, para disputar a quinta edição da Copa Pan-Americana  realizada em San Juan-Porto Rico e nesta edição vestiu a camisa#1 e foi semifinalista ,registrou  5 pontos em quatro jogos  encerrando na quarta colocação
Na temporada 2010-11 defendeu as cores do Medley/Campinas, sagrando-se vice-campeão dos Jogos Abertos do Interior na cidade de Santos,época que estava contundido nas finais.Por esse clube foi também campeão nos Jogos Regionais em Americana; além disso disputou a Superliga Brasileira A 2010-11 avançando as quartas de final e encerrando na oitava posição.
No ano de 2011 foi convocado para representar  a Seleção Brasileira de Novos e conquistou o título da Copa Pan-Americana em Gatineau-Canadá, e nesta edição conquistou a medalha de ouro, vestindo a camisa#7, não registrou pontos, atuou como reserva  e novamente neste ano voltou atuar pela seleção de novos,  que representou a Seleção Brasileira Militar na V edição dos Jogos Mundiais Militares realizados no Rio de Janeiro-Brasil  alcançando a medalha de ouro.
Ainda em 2011 transferiu-se para voleibol argentino, onde atuou pela equipe do Dream Bolívar  obtendo o vice-campeonato da Copa ACLAV de 2011-12 e bronze na  Liga A1 Argentina nesta mesma jornada.
Em 2012 foi convocado para Seleção Militar para disputar o Campeonato Mundial Militar que seria realizado em Teerã- Irã, mas a edição foi cancelada.Na temporada  2012-13 retorna ao vôlei brasileiro e foi o  Levantador da  equipe da Super Imperatriz Vôlei e conquistou o título estadual catarinense em 2012, sendo vice-campeão dos Jogos Abertos de Santa Catarina de 2012, e terminou em décimo lugar na Superliga Brasileira A2012-13.
Acertou com  a estreante equipe Moda/Maringá para temporada 2013-14 encerrando na oitava posição na correspondente Superliga Brasileira A disputando as quartas de final dos playoffs da edição.
Em 2014 foi convocado para Seleção Brasileira de Novos para representar a Seleção Militar mais uma vez e conquistou a medalha de ouro na 33ª edição do Campeonato Mundial Militar deste ano , realizado no Rio de Janeiro.Renovou com o clube maringaense para temporada 2014-15, cuja alcunha utilizada foi Ziober Maringá Vôlei, foi inscrito como Líbero na Superliga Brasileira A correspondente.

## Títulos e resultados
- Copa Pan-Americana :2010[17]
- Liga A1 da Argentina:2011-12
- Copa ACLAV:2011
- Campeonato Paulista:2007[11]
- Campeonato Paulista:2008
- Campeonato Gaúcho:2007[12]
- Campeonato Catarinense:2012[30]
- Jogos Regionais de São Paulo: 2008,2009 e 2010[20]
- Jasc:2012[31]
- Jogos Abertos do Interior de São Paulo:2007[12][13]
- Jogos Abertos do Interior de São Paulo : 2010[18]
- Copa São Paulo:2008 [14]

## Premiações individuais
- 2º Melhor Sacador do Campeonato Mundial Juvenil de 2007[9]
- 3º Melhor Levantador do Campeonato Mundial Juvenil de 2007[10]